# Petrus Corylander (1641–1700)
Petrus Corylander, född 20 september 1641 i Hässleby församling, Jönköpings län, död 17 februari 1700 i Tingstads församling, Östergötlands län, var en svensk präst.

## Biografi
Corylander föddes 1641 på Tunghult i Hässleby församling. Han var son till bonden Börje Svensson och Brita Larsdotter på Sjöarp i Lönneberga församling. Corylander prästvigdes 2 juni 1671 i Strängnäs domkyrka när han studerade på gymnasiet och blev huspredikant på Ryd i Sankt Lars församling. Han blev 8 februari 1674 komminister i Sankt Johannes församling och 1691 kyrkoherde i Tingstads församling, tillträde 1692. Corylander avled 1700 och begravdes 13 april samma år.

### Familj
Corylander gifte sig 10 juni 1674 med Christina Svanhals (1652–1734). Hon var dotter gifte sig 13 augusti 1648 med Elisabeth Påvelsdotter (1626–1702). Hon var dotter till fogden Påvel Jacobsson och Margareta Bertilsdotter i Rystads församling. De fick tillsammans barnen Karin Schomerus (född 1649), Jacob Schomerus (1650–1668), Samuel Schomerus (född 1652), Nils Schomerus (född 1654), Maria Schomerus som var gift med komministern P. Luth i Kimstads församling och organisten Olof Andersson i Drothems församling, Eric Schomerus (1662–1671), Jonas Schomerus (född 1664), Påvel Schomerus (född 1665), bonden Per Schomerus (född 1666) i Stora Gullborg, Daniel Schomerus (1668–1692), Elisabeth Schomerus (född 1669) samt ytterligare 3 barn.